# Relations entre le Brésil et la Roumanie
Les relations entre le Brésil et la Roumanie sont les relations diplomatiques entre la république fédérative du Brésil et la Roumanie.

## Histoire
La Roumanie a établi des relations diplomatiques avec le Brésil le 7 janvier 1928. Le 9 mai 1974, les relations diplomatiques bilatérales étaient élevées au rang d’ambassade. Les deux nations sont membres des Nations Unies.